# Гитанагари
Гитана́гари (англ. Gita-nagari) — сельскохозяйственная община Международного общества сознания Кришны в центральной Пенсильвании, в округе Джуниата. Основана в 1975 году по инициативе Бхактиведанты Свами Прабхупады (1896—1977).

## Описание
В переводе в санскрита название общины означает «деревня, в которой поют „Бхагавадгиту“». Община располагается на 140 гектарах земли и принадлежит Международному обществу сознания Кришны (ИСККОН). На территории Гитанагари расположен индуистский храм Радхи-Дамодары. Члены общины занимаются органическим земледелием и защитой коров.

## История

### Основание общины
Бхактиведанта Свами Прабхупада задумал создание «идеальной ведической общины» под названием «Гитанагари» в 1950-е годы, ещё до своего приезда в США. Согласно изложенной им в 1956 году в журнале Back to Godhead идее, члены общины должны были жить в согласии с принципами «Бхагавадгиты» и проповедовать её послание. В 1975 году, по инициативе Прабхупады, его ученики приобрели в центральной Пенсильвании земельный участок площадью в 140 гектаров и основали ферму Гитанагари. По замыслу Прабхупады, община должна была стать священным местом паломничества, в котором кришнаиты занимались бы защитой коров и земледелием, практикуя вайшнавский образ жизни, основанный на принципе «простая жизнь, возвышенное мышление».

### Защита коров и органическое сельское хозяйство
Кришнаиты начали использовать землю в соответствии с принципами органического сельского хозяйства, и развернули в Гитанагари программу по защите коров, что привлекло внимание организаций по защите прав животных и окружающей среды. Потратив почти 1 млн долларов, члены общины построили огромную гошалу, оснащённую по последнему слову техники. К началу 1980-х годов коровье стадо в Гитанагари насчитывало более 200 голов. В 1983 году Гитанагари получила от Ассоциации работников молочной промышленности Пенсильвании премию как лучшее сельхозпредприятие штата по среднему надою молока.
Для вспашки земли кришнаиты использовали быков, а из коровьего молока производили различные молочные продукты. В 1977 году полученная от продажи сельхозпродуктов прибыль позволила построить храм, в котором для поклонения были установлены божества Радхи-Дамодары, изначально предназначавшиеся для храма ИСККОН в Вашингтоне. В 1980 году в Гита-нагари была открыта гурукула для детей из кришнаитских семей, проживавших на территории общины.

### Программа по удочерению коров
В середине 1980-х годов, когда община начала испытывать экономические трудности, кришнаиты начали «революционную программу» под названием «Удочери корову». Её инициатором выступил в 1985 году индийский кришнаит Арвинд Сингх (духовное имя — Адвайта Ачарья Даса) — врач-анестезиолог по профессии, поселившийся в Гитанагари после ухода на пенсию. С помощью этой программы Сингх надеялся вдохновить американских индусов на защиту коров. Идея Сингха не нашла поддержки со стороны руководства общины и ему пришлось начать дело самому, оплатив из своего кармана 1500 долларов за размещение рекламы в популярной американской газете для индийцев India Abroad. В рекламном объявлении Сингх поместил красивые фотографии ухоженных коров из Гитанагари, объяснил философию защиты коров и привёл список цен на их «удочерение». Сингх призвал своих соотечественников следовать традициям своей родины и исполнить свой религиозный долг по защите священного животного. Вскоре это рекламное объявление было опубликовано в других американских газетах и журналах. По инициативе Сингха, американским индусам также было разослано более 15 000 личных писем похожего содержания.
Программа увенчалась огромным успехом, что привлекло внимание средств массовой информации. Телекомпания CNN сняла документальный фильм, который был показан по всей стране. Статьи с описанием программы и её успеха были опубликованы в The New York Times, Philadelphia Inquirer и других крупных изданиях. Вскоре программа перешагнула религиозные рамки и несколько коров были удочерены не индусами, а просто любителями животных. Удочерившие корову люди получали в качестве подарка фотографию нового члена своей семьи. Всем участникам программы ежемесячно приходили информационный бюллетень и молочные сладости, изготовленные из молока удочерённых коров.
В результате, тысячи людей удочерили коров Гитанагари. Значительные денежные средства, поступавшие в общину, позволили кришнаитам предоставить самые лучшие условия содержания для животных. Вскоре опыт кришнаитов Гитанагари переняли и другие кришнаитские сельскохозяйственные общины. Со временем, однако, энтузиазм увял и по данным на начало 2000-х годов программа по удочерению коров в Гитанагари практически прекратилась.

## Расписание храмовых богослужений
- 4:30 Мангала-арати
- 5:15 Туласи-пуджа
- 5:30 Джапа-медитация
- 7:00 Лекция по «Бхагавата-пуране»
- 8:00 Приветствие божеств
- 8:10 Гуру-пуджа
- 8:45 Завтрак
- 12:00 Арати
- 16:00 Арати
- 18:00 Арати
- 19:30 Божества отправляются ко сну
- Каждое воскресенье: Воскресный пир с 15:30 до 18:00